# Premis Oscar de 1980
Els Premis Oscar de 1980 (en anglès: 53rd Academy Awards) foren presentats el 31 de març de 1981 en una cerimònia realitzada al Dorothy Chandler Pavilion de Los Angeles. La cerimònia fou posposada un dia a conseqüència de l'intent d'assassinat del president Ronald Reagan.
En aquesta edició actuà de presentador, per tercera vegada, Johnny Carson.

## Curiositats
Les pel·lícules més nominades de la nit foren L'home elefant de David Lynch i Toro salvatge de Martin Scorsese amb vuit nominacions. La primera no guanyà cap guardó i la segona dos premis, entre ells el de millor actor per Robert De Niro. La guanyadora de la nit fou Gent corrent de Robert Redford, que amb sis nominacions aconseguí quatre premis: millor pel·lícula, director, actor secundari (Timothy Hutton) i guió adaptat.
El reconeixement dels efectes de maquillatge realitzats a L'home elefant comportà la creació l'any següent de l'Oscar al millor maquillatge.

## Premis
| Millor pel·lícula | Millor direcció |
| --- | --- |
| - Gent corrent (Ronald L. Schwary per Wildwood Enterprises i Paramount Pictures) - Coal Miner's Daughter (Bernard Schwartz per Universal Pictures) - L'home elefant (Jonathan Sanger per Brooksfilms i Paramount Pictures) - Tess (Claude Berri per Renn Productions) - Toro salvatge (Robert Chartoff i Irwin Winkler per United Artists) | - Robert Redford per Gent corrent - David Lynch per L'home elefant - Martin Scorsese per Toro salvatge - Richard Rush per The Stunt Man - Roman Polanski per Tess |
| Millor actor | Millor actriu |
| - Robert De Niro per Toro salvatge com a Jake LaMotta - Robert Duvall per The Great Santini com a Tinent Wilbur "Bull" Meechum - John Hurt per L'home elefant com a Joseph Merrick - Jack Lemmon per Tribute com a Scottie Templeton - Peter O'Toole per The Stunt Man com a Eli Cross                                                     | - Sissy Spacek per Coal Miner's Daughter com a Loretta Lynn - Ellen Burstyn per Resurrection com a Edna Mae McCauley - Goldie Hawn per Private Benjamin com a Judy Benjamin - Mary Tyler Moore per Gent corrent com a Beth Jarrett - Gena Rowlands per Glòria com a Gloria Swenson |
| Millor actor secundari | Millor actriu secundària |
| - Timothy Hutton per Gent corrent com a Conrad Jarrett - Judd Hirsch per Gent corrent com a Dr. Tyrone C. Berger - Michael O'Keefe per The Great Santini com a Ben - Joe Pesci per Toro salvatge com a Joey LaMotta - Jason Robards per Melvin and Howard com a Howard Hughes                                                              | - Mary Steenburgen per Melvin and Howard com a Lynda West Dummar - Eileen Brennan per Private Benjamin com a Doreen Lewis - Eva Le Gallienne per Resurrection com a Pearl - Cathy Moriarty per Toro salvatge com a Vikki LaMotta - Diana Scarwid per Inside Moves com a Louise |
| Millor guió original | Millor guió adaptat |
| - Bo Goldman per Melvin and Howard - W. D. Richter (història i guió) i Arthur Ross (història) per Brubaker - Christopher Gore per Fame - Jean Gruault per Mon oncle d'Amerique - Nancy Meyers, Charles Shyer i Harvey Miller per Private Benjamin                                                                                          | - Alvin Sargent per Gent corrent (sobre hist. de Judith Guest) - Jonathan Hardy, David Stevens i Bruce Beresford per Breaker Morant (sobre obra teatre de Kenneth G. Ross) - Tom Rickman per Coal Miner's Daughter (sobre biografia de L. Lynn i George Vecsey) - Christopher DeVore, Eric Bergren i David Lynch per L'home elefant (sobre hist. Frederick Treves i Ashley Montagu) - Lawrence B. Marcus i Richard Rush per The Stunt Man (sobre hist. de Paul Brodeur) |
| Millor pel·lícula de parla no anglesa | Millor fotografia |
| - Moscou no creu en les llàgrimes de Vladimir Menshov (Unió Soviètica) - Bizalom d'István Szabó (Hongria) - Kagemusha d'Akira Kurosawa (Japó) - Le Dernier métro de François Truffaut (França) - El Nido de Jaime de Armiñán (Espanya) | - Geoffrey Unsworth i Ghislain Cloquet per Tess - Néstor Almendros per The Blue Lagoon - Ralf D. Bode per Coal Miner's Daughter - James Crabe per The Formula - Michael Chapman per Toro salvatge |
| Millor banda sonora | Millor cançó original |
| - Michael Gore per Fame - John Corigliano per Altered States - John Morris per L'home elefant - John Williams per L'Imperi contraataca - Philippe Sarde per Tess | - Michael Gore (música); Dean Pitchford (lletra) per Fame ("Fame") - Dolly Parton (música i lletra) per 9 to 5 ("9 to 5") - Willie Nelson (música i lletra) per Honeysuckle Rose ("On the Road Again") - Michael Gore (música); Lesley Gore (lletra) per Fame ("Out Here on My Own") - Lalo Schifrin (música); Wilbur Jennings (lletra) per The Competition ("People Alone")                                                                                            |
| Millor direcció artística | Millor vestuari |
| - Pierre Guffroy i Jack Stephens per Tess - John W. Corso; John M. Dwyer per Coal Miner's Daughter - Stuart Craig i Bob Cartwright; Hugh Scaife per L'home elefant - Norman Reynolds, Leslie Dilley, Harry Lange i Alan Tomkins; Michael Ford per L'Imperi contraataca - Yoshirō Muraki per Kagemusha                                      | - Anthony Powell per Tess - Patricia Norris per L'home elefant - Anna Senior per My Brilliant Career - Jean-Pierre Dorleac per Somewhere in Time - Paul Zastupnevich per When Time Ran Out |
| Millor muntatge | Millor so |
| - Thelma Schoonmaker per Toro salvatge - Arthur Schmidt per Coal Miner's Daughter - David Blewitt per The Competition - Gerry Hambling per Fame - Anne V. Coates per L'home elefant | - Bill Varney, Steve Maslow, Gregg Landaker i Peter Sutton per L'Imperi contraataca - Arthur Piantadosi, Les Fresholtz, Michael Minkler i Willie D. Burton per Altered States - Richard Portman, Roger Heman and James R. Alexander per Coal Miner's Daughter - Michael J. Kohut, Aaron Rochin, Jay M. Harding i Christopher Newman per Fame - Donald O. Mitchell, William Nicholson, David J. Kimball i Les Lazarowitz per Toro salvatge                               |
| Millor documental | Millor curtmetratge documental |
| - From Mao to Mozart: Isaac Stern in China de Murray Lerner - Agee de Ross Spears - The Day After Trinity de Jon H. Else - Front Line de David Bradbury - Der gelbe Stern de Bengt von zur Muehlen i Arthur Cohn | - Karl Hess: Toward Liberty de Roland Hallé i Peter W. Ladue - Don't Mess with Bill –de John Watson i Pen Densham - The Eruption of Mount St. Helens de George Casey - It's the Same World de Dick Young - Luther Metke at 94 de Richard Hawkins i Jorge Preloran |
| Millor curtmetratge | Millor curtmetratge d'animació |
| - The Dollar Bottom de Lloyd Phillips - Fall Line de Bob Carmichael i Greg Lowe - A Jury of Her Peers de Sally Heckel | - A Légy de Ferenc Rofusz - Tout rien de Frédéric Back - History of the World in Three Minutes Flat de Michael Mills |

## Oscar Especial
- Brian Johnson, Richard Edlund, Dennis Muren i Bruce Nicholson per L'Imperi contraataca (pels efectes visuals)

## Premi Honorífic
- Henry Fonda - al consumat actor, en reconeixement dels seus brillants èxits i contribució duradora a la tècnica del cinema. [estatueta]

## Presentadors
| Nom                      |                                       |
| ------------------------ | ------------------------------------- |
| Hank Simms               | Anunciador dels premis                |
| Ronald Reagan (gravació) | Benvinguda als presents               |
| Jack Lemmon              | Millor actor secundari                |
| Mary Tyler Moore         | Millor actor secundari                |
| Alan Arkin               | Millors curtmetratges                 |
| Margot Kidder            | Millors curtmetratges                 |
| Lily Tomlin              | Presentadora Medal of Commendation    |
| Lesley-Anne Down         | Millors documentals                   |
| Richard Chamberlain      | Millors documentals                   |
| Peter O'Toole            | Millor Direcció Artística             |
| Sissy Spacek             | Millor Direcció Artística             |
| Nastassja Kinski         | Millor vestuari                       |
| Sigourney Weaver         | Millor vestuari                       |
| Jack Valenti             | Premi Especial (efectes visuals)      |
| Bernadette Peters        | Millor so                             |
| Billy Dee Williams       | Millor so                             |
| Brooke Shields           | Millor pel·lícula de parla no anglesa |
| Franco Zeffirelli        | Millor pel·lícula de parla no anglesa |
| The Nicholas Brothers    | Millor música                         |
| Richard Pryor            | Millor muntatge                       |
| Jane Seymour             | Millor muntatge                       |
| Diana Ross               | Millor actriu secundària              |
| Donald Sutherland        | Millor actriu secundària              |
| Angie Dickinson          | Millor cançó                          |
| Luciano Pavarotti        | Millor cançó                          |
| Peter Ustinov            | Millor guió original i guió adaptat   |
| Robert Redford           | Presentador Premi Honorífic           |
| Blythe Danner            | Millor fotografia                     |
| Steve Martin             | Millor fotografia                     |
| George Cukor             | Millor direcció                       |
| King Vidor               | Millor direcció                       |
| Sally Field              | Millor actor                          |
| Dustin Hoffman           | Millor actriu                         |
| Lillian Gish             | Millor pel·lícula                     |

### Actuacions
| Nom                     | Paper                        | Peça                                                      |
| ----------------------- | ---------------------------- | --------------------------------------------------------- |
| Henry Mancini           | Arranjador musical Conductor | Orquestra                                                 |
| Lucie Arnaz             | Interpreta                   | "Hooray for Hollywood"                                    |
| Willie Nelson           | Interpreta                   | "On the Road Again" de Honeysuckle Rose                   |
| Irene Cara              | Interpreta                   | "Fame" i "Out Here On My Own" de Fame                     |
| Dolly Parton            | Interpreta                   | "9 to 5" de 9 to 5                                        |
| Dionne Warwick          | Interpreta                   | "People Alone" de The Competition                         |
| Orquestra de l'Acadèmia | Interpreta                   | "Hooray for Hollywood (reprise)" al final de la cerimònia |

## Múltiples nominacions i premis
| Les següents pel·lícules van rebre diverses nominacions: - 8 nominacions: L'home Elefant i Toro salvatge - 7 nominacions: Coal Miner's Daughter - 6 nominacions: Fame, Gent corrent i Tess - 3 nominacions: L'Imperi contraataca, Melvin and Howard, Private Benjamin i The Stunt Man - 2 nominacions: Altered States, The Competition, The Great Santini, Kagemusha i Resurrection | Les següents pel·lícules van rebre més d'un premi: - 4 premis: Gent corrent - 3 premis: Tess - 2 premis: Fame, Melvin and Howard i Toro salvatge |